# Lene Brøndum
Lene Brøndum (Aalborg, 26 de junho de 1947) é uma atriz dinamarquesa. Ela apareceu em mais de 35 filmes e programas de televisão, e ganhou o Prêmio Guldbagge de Melhor Atriz por seu papel em Hip hip hurra! (1987).

## Filmografia

### Cinema
| Ano  | Título                            | Papel                            | Nota(s)                                                      |
| ---- | --------------------------------- | -------------------------------- | ------------------------------------------------------------ |
| 1976 | Blind makker                      |                                  |                                                              |
| 1976 | Olsen-banden ser rødt             | Fie, a namorada de Børge         |                                                              |
| 1977 | Pas på ryggen, professor          | Estudante                        |                                                              |
| 1978 | Familien Gyldenkål vinder valget  |                                  |                                                              |
| 1978 | Vinterbørn                        | Tenna                            |                                                              |
| 1979 | Olsen-banden overgiver sig aldrig | Fie, esposa de Børge Jensen      |                                                              |
| 1981 | Slingrevalsen                     | Maja, amiga de Karen             |                                                              |
| 1983 | De uanstændige                    | Hjørdis                          |                                                              |
| 1985 | Elise                             | Anne                             |                                                              |
| 1986 | Barndommens gade                  | Convidada                        |                                                              |
| 1987 | Hip Hip Hurra!                    | Lille                            | Robert de melhor atriz coadjuvante Guldbagge de melhor atriz |
| 1989 | Retfærdighedens rytter            | Mãe                              |                                                              |
| 1990 | Manden der ville være skyldig     | Enfermeira                       |                                                              |
| 1993 | De frigjorte                      | Sra. Sørensen                    |                                                              |
| 1993 | Viktor og Viktoria                | Mãe troll de cone                |                                                              |
| 1993 | Sort høst                         | Ane cozinheira                   |                                                              |
| 1995 | Kun en pige                       | Sra. Bisgaard                    |                                                              |
| 1996 | Krummernes Jul                    | mulher comprando árvore de natal |                                                              |
| 1997 | Skat - det er din tur             | Atendente de parque de ciclismo  |                                                              |
| 2000 | Fruen på Hamre                    | Madre                            |                                                              |
| 2001 | Jolly Roger                       | Recepcionista no Inferno         |                                                              |
| 2008 | Gaven                             | Elise                            |                                                              |
| 2010 | Parterapi                         | A mãe de Bo                      |                                                              |

### Televisão
| Ano     | Título                  | Papel              | Notas |
| ------- | ----------------------- | ------------------ | ----- |
| 1970-77 | Huset på Christianshavn | amiga de Bo        |       |
| 1978-81 | Matador                 | namorada de Arnold |       |
| 1978    | Else Kant               | Sra. Foss          |       |
| 1978    | Ludvigsbakke            | Sofie              |       |
| 1985    | Mor er major            | Solaima, garçonete |       |
| 1991-96 | Landsbyen               | esposa camponesa   |       |
| 1996    | Bryggeren               | Jomfru Jensen      |       |
| 1997-98 | Strisser på Samsø       | Ellen Madsen       |       |
| 2000-02 | Hotellet                | Médium             |       |
| 2008    | Sommer                  | Lone               |       |